# Manor Racing
Ne pas confondre avec Manor Marussia F1 Team.
Manor Racing MRT est une écurie de course automobile britannique qui succède à l'écurie Marussia F1 Team engagée en 2015 sous la dénomination Manor Marussia F1 Team.
Après le changement de capital et de propriétaire pour la saison 2016, l'écurie, totalement indépendante de l'entité précédente notamment grâce au soutien de Mercedes, est renommée Manor Racing. Elle marque son premier, et unique, point lors du Grand Prix d'Autriche 2016, avec la dixième place de Pascal Wehrlein.
En difficultés financières, l'écurie qui était inscrite au championnat 2017, est placée sous administration judiciaire le 6 janvier 2017. Le 27 janvier, l'équipe est liquidée et doit cesser ses activités.

## Historique

### Naissance sur les restes de Manor Marussia F1 Team
Fin octobre 2014, la petite écurie russe Marussia F1 Team, présente en Formule 1 depuis 2012 et la reprise de l'écurie Virgin Racing (fondée par Richard Branson en 2010) est placée sous administration judiciaire à cause de ses graves difficultés financières. Le cabinet de restructuration FRP Advisory annonce son forfait pour le Grand Prix des États-Unis 2014.
Le 7 novembre 2014, Marussia est placée en liquidation judiciaire faute de repreneur. Cette procédure ouvre la voie au licenciement du personnel et à la vente des actifs de l'écurie pour solder une dette évaluée à 81,4 millions d'euros, due à 200 créanciers dont Ferrari, le motoriste de l'équipe, et McLaren qui octroyait une aide technique dans la conception de ses monoplaces,.
En décembre 2014, lors d'une vente aux enchères, Gene Haas rachète l'usine de Banbury ainsi que la maquette de la Manor MNR1 destinée à disputer le championnat du monde de Formule 1 2015.
Début février 2015, l'administrateur judiciaire, FRP Advisory, alors en passe de trouver un investisseur potentiel qui représenterait « une solution viable à long terme », s'acquitte auprès de la Fédération internationale de l'automobile des 450 000 euros de droits d'inscription au championnat du monde de Formule 1. Le 19 février, FRP Advisory met fin à la procédure de liquidation judiciaire et annule la dernière vente aux enchères prévue.
L'écurie, désormais installée à Dinnington, reprend son activité sous la dénomination Manor F1 Team et s'engage à adapter la Marussia MR03 de 2014 à la nouvelle réglementation technique. Manor est en effet racheté par Stephen Fitzpatrick, un homme d'affaires britannique et fondateur d'Ovo Energy, qui a noué des contacts avec l'administrateur judiciaire dès novembre 2014 pour s’enquérir de la situation de l'écurie. Fitzpatrick apporte un investissement personnel de plus de 40 millions d'euro et négocie avec les créanciers de Manor l'étalement des dettes ainsi qu'un partenariat technique avec McLaren et la fourniture de moteurs Ferrari. Il s'associe en outre avec Justin King, l'ancien patron de la chaîne de supermarchés britannique Sainsbury's tandis que Graeme Lowdon et John Booth, les anciens dirigeants de Marussia, conservent leurs postes,,.

### Une seule saison avant la mise en redressement judiciaire puis la liquidation
En 2016, Pascal Wehrlein devance de temps à autre les pilotes Sauber. En course, la MRT05 souffre toutefois d'une dégradation excessive des pneumatiques. Néanmoins, au Grand Prix d'Autriche, Pascal Wehrlein atteint pour la première fois la deuxième partie des qualifications et prend la douzième place sur la grille de départ. Auteur d'une course solide, il profite de l'abandon de Sergio Pérez dans le dernier tour pour terminer dixième et inscrire le premier point de Manor qui devance dès lors Sauber au championnat du monde des constructeurs.
À partir du Grand Prix de Belgique, le Français Esteban Ocon remplace Rio Haryanto en manque de budget. Qualifié en dix-septième position, il termine sa première course seizième. Au Grand Prix d'Italie, il est repêché par les commissaires après qu'un problème mécanique l'a empêché d'établir un temps de qualification ; il termine dix-huitième de la course tandis que Pascal Wehrlein abandonne sur problème moteur. Lors du Grand Prix du Brésil, avant-dernière course de la saison, Felipe Nasr termine neuvième et donne les deux points nécessaires à Sauber pour dépasser Manor au championnat. Manor finit cette saison à la onzième et dernière place du championnat des constructeurs, avec un point. L'écurie suisse peut ainsi récupérer plusieurs précieux millions de dollars au profit de Manor.
Le 6 janvier 2017, FRP Advisory, mandaté pour superviser la procédure, annonce que Manor est placée en redressement judiciaire dans l'attente d'une solution de reprise. Stephen Fitzpatrick, qui a racheté l'équipe en janvier 2015, déclarait pourtant en novembre 2016 que ses discussions avec de nouveaux investisseurs étaient prometteuses.
Il révèle désormais que « La décision de placer l'équipe sous administration judiciaire représente une fin décevante après ces deux années pour Manor. Nous avons discuté avec plusieurs groupes d'investisseurs pendant une bonne partie de l'année dernière et nous avions convenu d'une vente à un consortium d'investissement asiatique en décembre, ce qui aurait fourni à l'équipe une solide plateforme pour continuer sa croissance et son développement continu. Malheureusement le temps a manqué pour que cette transaction puisse se terminer. Nous avions décidé, en 2015, de ne pas commencer une saison si nous ne savions pas avec certitude que nous pouvions la terminer. C'est pourquoi nous avons donc pris la difficile décision de mettre l'équipe sous administration judiciaire. » La proposition de rachat menée par ce consortium asiatique et Ron Dennis après son éviction du comité de direction de McLaren ne s'étant toutefois pas concrétisée à temps, Fitzpatrick a pas eu d'autre choix que de placer Manor en redressement judiciaire, une procédure qui pourrait permettre, avec  l'effacement de quelques dettes, à l'équipe de redevenir attractive.
Le 27 janvier, l'équipe est liquidée et doit cesser ses activités,. Geoff Rowley, l'administrateur déclare : « C'est profondément regrettable que Manor doit cesser ses activités et fermer ses portes. C'est un grand nom du sport britannique et l'équipe s'est montrée remarquable ces deux dernières années grâce à un nouveau propriétaire qui lui a donné un nouveau souffle mais faire fonctionner une écurie de Formule 1 réclame de lourds investissements. Nous avons essayé de mettre en place une opération viable à long terme dans un délai très court, mais aucune solution n'a pu être trouvée pour que l'équipe subsiste sous sa forme actuelle. Nous allons entamer le processus de licenciement de l’ensemble du personnel mardi dès que les personnes auront reçu leur salaire du mois de janvier. »

## Tentative d'engagement avorté et mise aux enchères
En février 2017, la presse spécialisée rapporte que Ricardo Gelael, le patron de Jangonya, retire son offre de reprise formulée quelques jours avant la faillite de Manor Racing car il ne connaissait pas l'étendue des dettes. Il serait toutefois toujours intéressé par un rachat si le prix de vente est revu à la baisse du fait de la cessation d'activité. Manor prévoit, dans le cas d'une reprise, de s'engager en Formule 1 à partir du Grand Prix d'Espagne, la cinquième manche du championnat avec, dans un premier temps, le châssis Manor MRT05 de 2016,.
Le 1er mars, la Fédération internationale de l'automobile publie la liste définitive des engagés au championnat 2017 sur laquelle Manor Racing n'apparaît pas : l'écurie britannique, qui a échoué à retrouver un repreneur, a retiré sa demande d'inscription et disparaît définitivement.
Début mai, Luca Furbatto, le designer en chef de la Manor MRT07, révèle que Stephen Fitzpatrick a ordonné l'arrêt de la production des pièces dès la fin novembre 2016. Cette décision n'a pas été appréciée par les investisseurs potentiels car elle ne garantissait plus la possibilité d'aligner la MRT07 dès la première manche du championnat, en Australie. Il confirme que le projet de Manor, dès la mise sous administration judiciaire, était d'aligner une MRT05 adaptée à la nouvelle réglementation technique pour les trois premiers Grands Prix de la saison alors que 90 % des pièces de la MRT07 étaient prêtes. Furbatto affirme également que cette monoplace avait le potentiel pour se battre en milieu de grille et marquer des points même s'il pense qu'elle aurait rendu trois secondes au tour aux meilleures voitures du plateau. La presse spécialisée estime que la monoplace britannique aurait été plus performante que la Sauber C36, sa principale rivale : la monoplace suisse est en effet équipée d'un moteur V6 Ferrari Tipo 061 de 2016,.
À la mi-mai 2017, les actifs de Manor sont vendus aux enchères par la société de commissaires-priseurs Gordon Brothers, sur quatre jours, pour rembourser une partie des créanciers. 4 000 objets sont mis en vente, dont quatre châssis Marussia MR03B et Manor MRT05 ainsi que le modèle à l'échelle de soufflerie de la Manor MRT07, pour tenter de couvrir plus de 3,5 millions d'euros de dettes auprès de cinquante créanciers, dont la plupart sont des petits fournisseurs déjà affectées par la faillite de Marussia F1 Team et de Caterham F1 Team à la fin de la saison 2014. Les actifs mis aux enchères sont estimés à 2,9 millions d'euros,,,.
La FIA rend à Manor la somme de 522 322 dollars versée au titre des droits d'inscription au championnat 2017, pour aider l'écurie à éponger ses dettes.

## Résultats en championnat du monde de Formule 1
| Saison | Écurie           | Châssis     | Moteur      | Pneus   | Pilotes                                   | Grands Prix disputés | Points inscrits | Classement |
| ------ | ---------------- | ----------- | ----------- | ------- | ----------------------------------------- | -------------------- | --------------- | ---------- |
| 2016   | Manor Racing MRT | Manor MRT05 | Mercedes V6 | Pirelli | Pascal Wehrlein Rio Haryanto Esteban Ocon | 21                   | 1               | 11e        |

| Saison | Écurie           | Châssis     | Moteur                           | Pneumatiques | Pilotes         | Courses | Courses | Courses | Courses | Courses | Courses | Courses | Courses | Courses | Courses | Courses | Courses | Courses | Courses | Courses | Courses | Courses | Courses | Courses | Courses | Courses | Points inscrits | Classement |
| Saison | Écurie           | Châssis     | Moteur                           | Pneumatiques | Pilotes         | 1       | 2       | 3       | 4       | 5       | 6       | 7       | 8       | 9       | 10      | 11      | 12      | 13      | 14      | 15      | 16      | 17      | 18      | 19      | 20      | 21      | Points inscrits | Classement |
| ------ | ---------------- | ----------- | -------------------------------- | ------------ | --------------- | ------- | ------- | ------- | ------- | ------- | ------- | ------- | ------- | ------- | ------- | ------- | ------- | ------- | ------- | ------- | ------- | ------- | ------- | ------- | ------- | ------- | --------------- | ---------- |
| 2016   | Manor Racing MRT | Manor MRT05 | Mercedes V6 PU106C hybride turbo | Pirelli      |                 | AUS     | BAH     | CHI     | RUS     | ESP     | MON     | CAN     | EUR     | AUT     | GBR     | HON     | ALL     | BEL     | ITA     | SIN     | MAL     | JAP     | USA     | MEX     | BRÉ     | ABU     | 1               | 11e        |
| 2016   | Manor Racing MRT | Manor MRT05 | Mercedes V6 PU106C hybride turbo | Pirelli      | Rio Haryanto    | Abd     | 17e     | 21e     | Abd     | 17e     | 15e     | 19e     | 18e     | 16e     | Abd     | 21e     | 20e     |         |         |         |         |         |         |         |         |         | 1               | 11e        |
| 2016   | Manor Racing MRT | Manor MRT05 | Mercedes V6 PU106C hybride turbo | Pirelli      | Pascal Wehrlein | 16e     | 13e     | 18e     | 18e     | 16e     | 14e     | 17e     | Abd     | 10e     | Abd     | 19e     | 17e     | Abd     | Abd     | 16e     | 15e     | 22e     | 17e     | Abd     | 15e     | 14e     | 1               | 11e        |
| 2016   | Manor Racing MRT | Manor MRT05 | Mercedes V6 PU106C hybride turbo | Pirelli      | Esteban Ocon    |         |         |         |         |         |         |         |         |         |         |         |         | 16e     | 18e     | 18e     | 16e     | 21e     | 18e     | 21e     | 12e     | 13e     | 1               | 11e        |

Légende : ici